# Senné (powiat Veľký Krtíš)
Senné – wieś (obec) na Słowacji położona w kraju bańskobystrzyckim, w powiecie Veľký Krtíš. Pierwsze wzmianki o miejscowości pochodzą z 1249 roku.
Według danych z dnia 31 grudnia 2012 roku, wieś zamieszkiwało 221 osób, w tym 125 kobiet i 96 mężczyzn.
W 2001 roku pod względem narodowości i przynależności etnicznej 94,68% mieszkańców stanowili Słowacy, a 4,94% Romowie.
Ze względu na wyznawaną religię struktura mieszkańców kształtowała się w 2001 roku następująco:
- Katolicy rzymscy – 36,5%
- Ewangelicy – 58,17%
- Ateiści – 3,8%
- Nie podano – 0,38%